# Disney Sing It
Disney Sing It è un videogioco musicale dove cantare in karaoke, sequel di High School Musical: Sing It!. È stato distribuito il 28 ottobre 2008 per diverse piattaforme. Benché il gioco fosse stato pensato per scaricare ulteriori canzoni, il 28 aprile 2009 Disney Interactive Support ha dichiarato che questo non è più nei loro piani.
Il gioco ha ricevuto recensioni contrastanti, sia 1UP.com che IGN ne lodano l'accessibilità verso i bambini, ma si scagliano contro il pessimo gameplay, Official Xbox Magazine l'ha definito in ultima analisi un gioco di passaggio.

## Canzoni
- Like Whoa (Aly & AJ)
- Potential Break-Up song (Aly & AJ)
- Chemicals React (Aly & AJ)
- Ready, Set, Don't Go (Billy Ray Cyrus)
- We Rock (Camp Rock)
- Start the Party (Camp Rock)
- This is Me (Camp Rock)
- Gotta Find You (Camp Rock)
- Play My Music (Camp Rock)
- Hasta La Vista (Camp Rock)
- Here I Am (Camp Rock)
- One World (The Cheetah Girls: One World)
- Dance with Me (Cheetah Girls 2)
- The Party's Just Begun (Cheetah Girls 2)
- Push It To The Limit (Corbin Bleu)
- Find Yourself In You (Everlife)
- Real Wild Child (Everlife)
- Best of Both Worlds (Hannah Montana)
- Life is What You Make It (Hannah Montana)
- Nobody's Perfect (Hannah Montana)
- Rock Star (Hannah Montana)
- Breaking Free (High School Musical)
- Get'cha Head in the Game (High School Musical)
- Start of Something New (High School Musical)
- Bet on It (High School Musical 2)
- Fabulous (High School Musical 2)
- What Time Is It? (High School Musical 2)
- You Are the Music in Me (High School Musical 2)
- She's No You (Jesse McCartney)
- Jump to the Rhythm (Jordan Pruitt)
- Outside Looking In (Jordan Pruitt)
- Girls Night Out (Miley Cyrus)
- See You Again (Miley Cyrus)
- Start All Over (Miley Cyrus)
- Say OK (Vanessa Hudgens)